# Museo de la Isla de Cozumel
El Museo de la Isla de Cozumel es un museo ubicado en Av. Rafael E. Melgar s/n, Centro Cozumel, Cozumel, Quintana Roo. y muestra cómo era la vida de la primera isla, hasta la actualidad.

## Historia
Pertenece a la Fundación de Parques y Museos de Cozumel en Quintana Roo, desde el año 2005. Su objetivo es la conservación y educación ambiental así como la historia de la Isla.

## Inmueble
El museo se encuentra en el edificio del que fuera el primer hotel turístico de la isla, el cual fue construido en 1930.
Para la adaptación al museo, se intervino para la creación de espacios de exposición, dos en la planta baja y dos en una ampliación del área cubierta de la planta alta, para estas modificaciones se demolieron los muros de carga que los subdividan y se sustituyeron por columnas circularesen lo que respecta a la planta baja.

## Salas

### Salas principales
Cuenta con cuatro salas principales.
- La Isla:

Presenta de manera detallada la semblanza del origen y evolución geológica de la isla, así como características de los ecosistemas que la constituyen.
- El Mar.

Presenta el ambiente submarino, enfocándose en el proceso de formación de los corales y ecosistema que se desarrolla en los arrecifes coralinos.
- Historia y Arqueología.

De un lado, se encuentra explícito el papel de Cozumel como lugar estratégico para el comercio y la navegación prehispánica, y la importancia como santuario para la veneración de Ixchel. Del otro lado de la sala está la llegada de los primeros españoles en 1518 y durante los siglos XVII y XVIII, el uso de la isla como refugio de piratas, hasta su abandono por sus escasos pobladores.
- Cozumel Contemporáneo.

Muestra el paulatino repoblamiento de la isla, iniciado a finales del siglo XIX por refugiados de la Guerra de Castas, y su desarrollo hasta convertirse en el destino turístico actual.

### Salas secundarias
Se presentan actividades artísticas culturales y recreativas en el auditorio Lic. Pedro Joaquín Coldwell.
- Salas de exposiciones temporales y donadores
- Una Salita Maya.
- Casa Maya.
- Biblioteca pública.